# Hemihyalea mansueta
Hemihyalea mansueta là một loài bướm đêm thuộc phân họ Arctiinae, họ Erebidae.